# Province de Lampa
Vous pouvez partager vos connaissances en l’améliorant (comment ?) selon les recommandations des projets correspondants.
La province de Lampa (en espagnol : Provincia de Lampa) est l'une des treize provinces de la région de Puno, au sud du Pérou. Son chef-lieu est la ville de Lampa.

## Géographie
La province couvre une superficie de 5 991,73 km2. Elle est limitée au nord par la province de Melgar, à l'est par la province d'Azángaro, au sud par la province de San Román et à l'ouest par la région d'Arequipa et la région de Cuzco.

## Population
La population de la province s'élevait à 48 239 habitants en 2005.

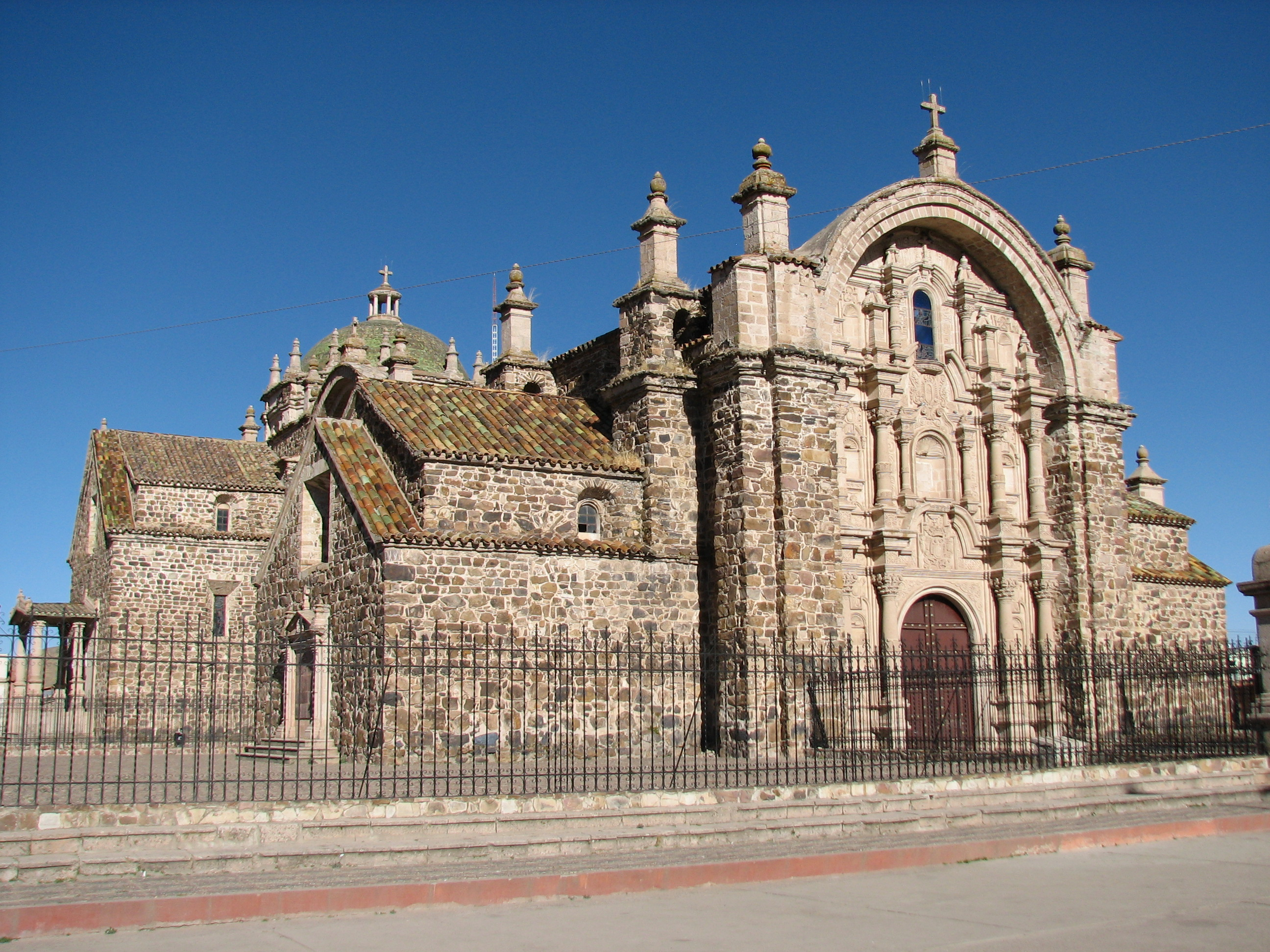
Église Inmaculada Concepción à Lampa

## Subdivisions
La province de Lampa est divisée en dix districts :
- Cabanilla
- Calapuja
- Lampa
- Nicasio
- Ocuviri
- Palca
- Paratia
- Pucará
- Santa Lucía
- Vilavila